# Afibrinogenämie
Die Afibrinogenämie ist eine seltene Form einer Gerinnungsstörung, bei der das für die Blutgerinnung erforderliche Fibrinogen im Blutplasma fehlt. Die Erkrankung ist sehr selten angeboren, kann auch erworben bei einer Verbrauchskoagulopathie, unter Fibrinolyse oder bei Leberversagen auftreten. Leitsymptom sind spontan auftretende Blutungen.
Die Erstbeschreibung stammt aus dem Jahre 1920 durch F. Rabe und E. Salomon.

## Verbreitung
Die Häufigkeit der angeborenen Afibrinogenämie wird mit 1 zu 1.000.000 angegeben, die Vererbung erfolgt autosomal-rezessiv. Die Afibrinogenämie macht etwa 24 % aller Fibrinogenstörungen aus, Hypofibrinogenämien und Dysfibrinogenämien jeweils 38 %.

## Ursache
Der Erkrankung liegen verschiedene Mutationen im FGA-, FGB- oder FGG-Gen auf Chromosom 4 Genort q31.3 zugrunde.

## Klinische Erscheinungen
Klinische Kriterien sind:
- Manifestation als Neugeborenes
- häufig Nabelschnurblutung als erster Hinweis

Im Verlauf kann es zu Nasenbluten, Hämarthrose, Gastrointestinaler Blutung oder Menorrhagie kommen.
Es besteht eine Assoziation mit Thrombose und wiederholten Fehlgeburten.
Je nach Art der genetischen Veränderungen kann das klinische Bild sehr unterschiedlich sein von kleinen Schleimhauteinblutungen bis massiver Hämorrhagie. Eine spontane Milzruptur kann vorkommen.

## Diagnose
Die Verdachtsdiagnose ergibt sich durch Bestimmung des Fibrinogen im Serum. Der Normwert liegt zwischen 200 und 400 mg/dl, bei der Afibrinogenämie sind meist nur Spuren nachweisbar, oft unter 10 mg/dl. Gerinnungsuntersuchungen wie Quick-Wert, Plasmathrombinzeit und Partielle Thromboplastinzeit sind pathologisch. Die Diagnose kann durch humangenetische Untersuchung gesichert werden.

## Differentialdiagnostik
Abzugrenzen sind unter anderem:
- Verbrauchskoagulopathie
- kindlicher Faktor-XIII-Mangel

## Therapie
Die Behandlung einer akuten Blutung erfolgt durch Gabe von Fibrinogen oder Blutplasma.